# Gare de Luxembourg
Pour les articles homonymes, voir Gare de Luxembourg (homonymie).
La gare de Luxembourg est la principale gare ferroviaire de la ville de Luxembourg et est le cœur du réseau ferré luxembourgeois. Elle est localisée à deux kilomètres au sud du centre-ville (ou Ville-Haute), au sud de la rivière Pétrusse ; elle donne son nom à l'un des quartiers de la ville. Elle est exploitée par la Société nationale des chemins de fer luxembourgeois (CFL).
Du fait de la petite taille du Luxembourg, la gare est desservie par de nombreux trains de compagnies étrangères. De plus, du fait de son importance économique, la gare est très fréquentée par les frontaliers (en majorité français). Elle est également reliée aux autres capitales européennes (Bruxelles et Strasbourg). Avec l'ouverture de la LGV Est européenne le 10 juin 2007, la ville n'est plus qu'à 2 h 12 de Paris, contre 3 h 35 auparavant.

## Situation ferroviaire

Carte du réseau exploité par les CFL.

Établie à 282 mètres d'altitude, la gare de Luxembourg est le centre du réseau ferré national luxembourgeois, servant de terminus pour toutes les principales lignes, mais aussi de gare internationale, avec des services vers chacun des pays environnants : la Belgique, la France et l'Allemagne. Dans le détail, elle est située au point kilométrique (PK) 0,000 des lignes 3, 4 et 5 ; elle se trouve également au PK 16,650 des lignes 1 et 6, ainsi qu'au PK 20,400 de la 7.
Elle a été la gare d'origine de deux lignes à voie métrique : la ligne de Luxembourg à Echternach des chemins de fer vicinaux, qui fonctionna de 1904 à 1954, et la ligne de Luxembourg à Remich des chemins de fer secondaires luxembourgeois, qui fonctionna de 1882 à 1955.
Ce fut, jusqu'en juillet 2018, une gare commutable, en raison de la différence initiale d'électrification de la ligne 5, jusqu'alors alimentée en 3 kV au lieu du 25 kV utilisé dans le reste du pays ; la ré-électrification de cette ligne en 25 kV a rendu ces installations inutiles.

## Histoire

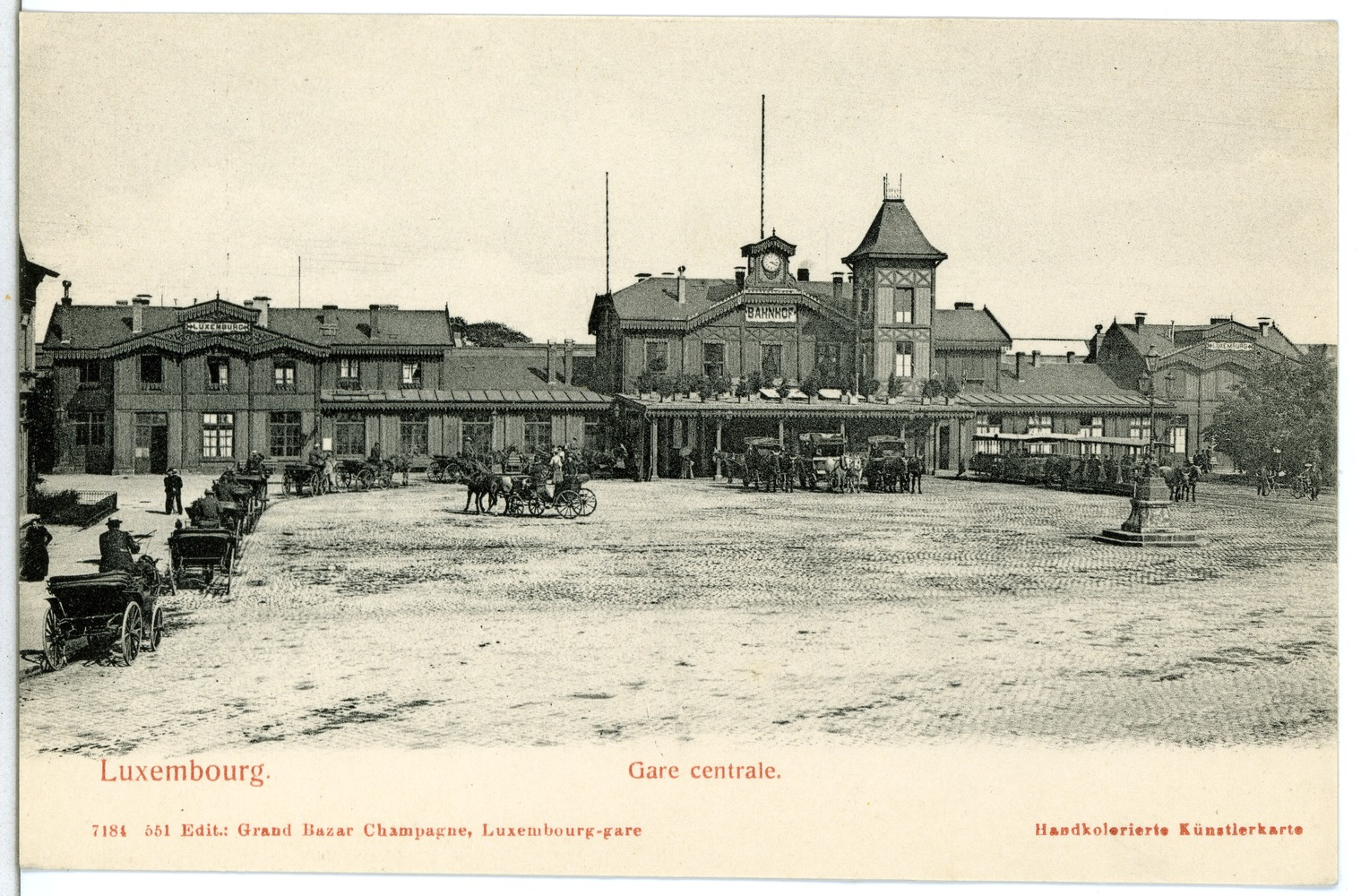
La première gare, ouverte en 1859.

En vue de créer une ligne internationale entre les ports de la mer du Nord, les Alpes et la Méditerranée, la Grande compagnie du Luxembourg, une société belgo-anglaise obtint en 1846 du gouvernement grand-ducal la concession d'une ligne ferroviaire entre Arlon et Thionville, avec la ville de Luxembourg comme point central, et un embranchement vers Trèves, en Allemagne. Incapable de remplir ses obligations, elle fut déchue de ses concessions en 1848.
La création du premier réseau ferroviaire luxembourgeois fut finalement adjugée, dans les années 1850, à une société à capitaux français, la Société royale grand-ducale des chemins de fer Guillaume-Luxembourg.
La première gare a été construite entièrement en bois, et a été ouverte le 11 août 1859 (en l'occurrence en même temps que la toute première ligne du pays, de Luxembourg à Bettembourg et à la frontière française) ; à cette occasion, fut créé le chant patriotique De Feierwon (Le char de feu). La position de la nouvelle gare sur la rive sud de la Pétrusse, loin de l'emprise urbaine d’alors, était due au rôle du Luxembourg comme forteresse de la Confédération germanique. En 1860, l'achèvement de la ligne de Luxembourg à Kleinbettingen permet de faire rouler des trains vers Arlon, Bruxelles, Anvers et Ostende. La première liaison à la ville vers le nord est venue en 1861, avec la construction du viaduc sur l'Alzette. Après le traité de Londres en 1867, les fortifications ont été démolies, principalement pour permettre l'extension de la ville autour de la gare.
La vieille gare en bois a été remplacée par un bâtiment moderne entre 1907 et 1913 (lors d'un boom économique, alimenté en combustible par le fer des Terres Rouges). Le nouvel édifice a été conçu par un trio d'architectes allemand (Rüdell, Jüsgen et Scheuffel), dans un style néo-baroque — imité de l'architecture en vogue au XVIIe siècle dans l'actuelle Moselle — qui domine les bâtiments publics majeurs du Luxembourg.
Les installations sont fortement remaniées lors de l'électrification du réseau luxembourgeois, qui a lieu à partir de 1956. En raison de la différence de tension entre la ligne 5 et le reste du réseau, la gare de Luxembourg était commutable.
Le bâtiment voyageurs est classé monument national depuis le 13 janvier 1989.
L'informatisation des installations d'enclenchement, dans les années 1990, a permis de supprimer la signalisation spécifique de la gare pour les voies commutables, qui pouvait par exemple interdire un train électrique de manœuvrer, car la voie n'était pas à la bonne tension, mais laisser passer un train diesel ; le nouveau système informatique peut gérer ces circulations avec la signalisation classique.
Depuis 2006, sous l'égide du ministère des Transports, la gare a connu une rénovation majeure qui, dès avant 2009 a déjà abouti à de nouvelles installations de ventes à l'intérieur du hall principal, à l'élargissement des quais, à l'installation de nouveaux ascenseurs et d'un nouveau passage souterrain. Le travail ultérieur inclut le renouvellement du câblage électrique aérien, l'installation de deux escaliers roulants au niveau des quais, un nouveau portique d'entrée et la reconfiguration de l'avant-cour. En 2011, les travaux concernent un hall de passagers en verre et un parking de quatre étages. Le nouveau hall des voyageurs est inauguré le 21 septembre 2012.
Pour anticiper l'arrivée du TGV Est en 2007, des aller-retours en TGV sur lignes classiques avaient été effectués à partir du 25 juin 2006.
Depuis le 13 décembre 2009, le train Intercités de nuit Metz – Portbou, circulant le week-end, est prolongé jusqu'à Luxembourg ; il est cependant supprimé le 26 juin 2016.
C'est également en 2016 que le Luxembourg-Blankenberge express, un train estival vers la ville côtière de Blankenberghe, a été suspendu en raison de travaux sur le réseau ferroviaire belge,.

### Extension en 2021
Durant l'été 2017, les anciens ateliers CFL de Bonnevoie, construits dans les années 1950 et situés à l'est de la gare, ont été démolis en vue de son agrandissement et de la création de deux nouveaux quais et trois nouvelles voies, afin d'absorber la hausse du trafic et faciliter les liaisons transversales nord-sud.
Par ailleurs, la ré-électrification de la ligne 5 en 25 000 V, entre juillet et septembre 2018, met fin à l'utilisation des installations en 3 000 V de la gare.
Les trois nouvelles voies seront mises en service en décembre 2021, et permettront d'attribuer les voies à quai à une ligne commerciale régionale, afin de simplifier l'organisation du trafic et de réduire les risques de perturbations.
Ainsi, en 2021, l'attribution des voies (les trois nouvelles étant numérotées 12 à 14 dans la liste suivante), devait être la suivante :
- voies 1 et 2 dédiées à la ligne Luxembourg – Kleinbettingen et au trafic international vers la Belgique (Arlon et Bruxelles) ;
- voies 3 et 4 dédiées, au sud, à la ligne Luxembourg – Pétange – Longwy / Athus, et, au nord, à la ligne Luxembourg – Troisvierges et au trafic international vers la Belgique (Gouvy et Liège) ;
- voies 5, 7 et 8 dédiées à la ligne Luxembourg – Bettembourg et au trafic international vers la France (Thionville, Metz et Paris) ;
- voies 9 et 10 dédiées aux liaisons transversales Rodange – Pétange – Mersch – Troisvierges ;
- voies 11 et 12 dédiées, au sud, à la ligne Luxembourg – Esch – Pétange et, au nord, à la ligne Luxembourg – Wasserbillig et au trafic international vers l'Allemagne ;
- voies 13 et 14 dédiées à la ligne Luxembourg – Esch – Pétange.

## Service des voyageurs

### Accueil

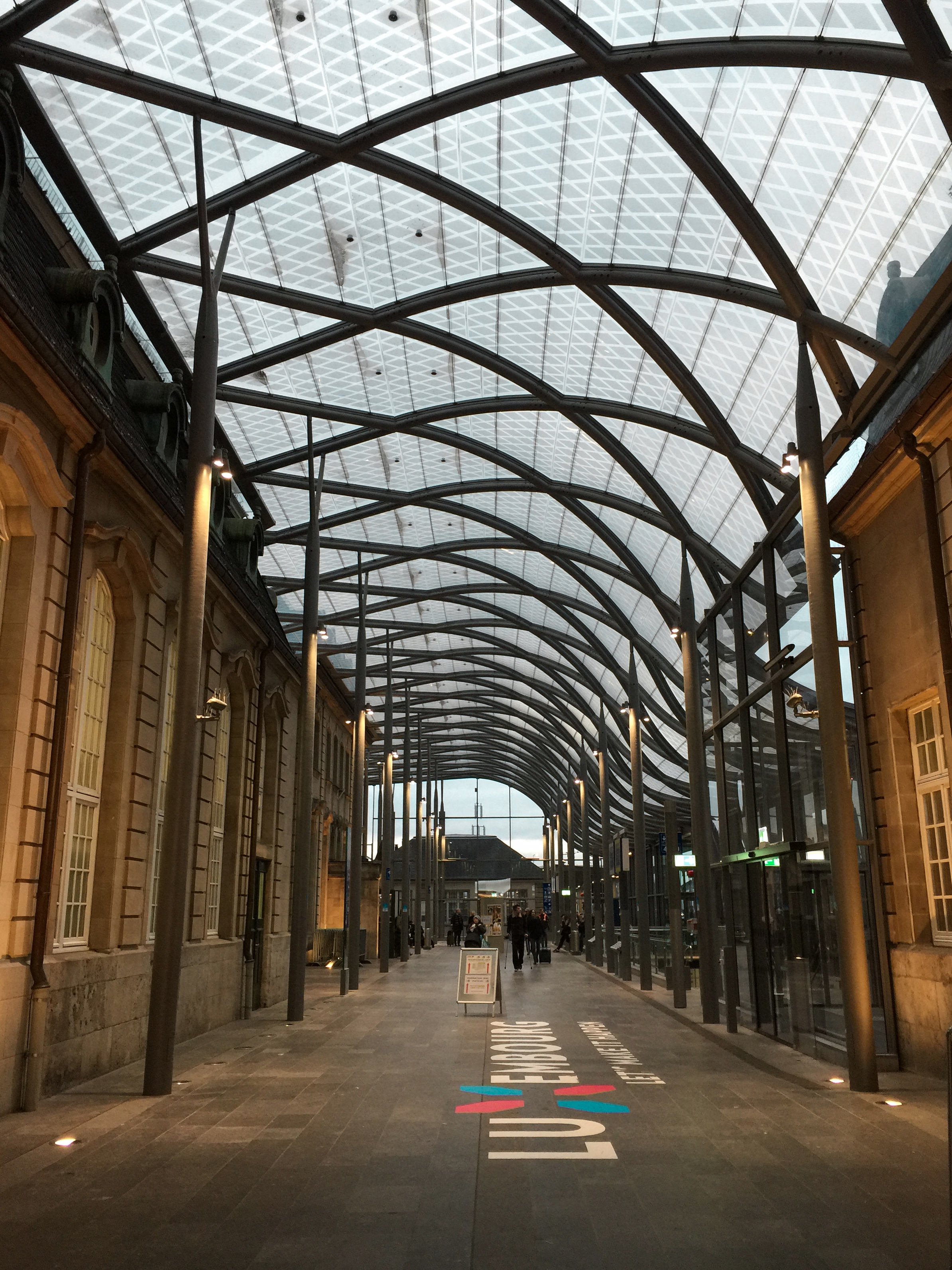
Intérieur de la verrière, en 2016.

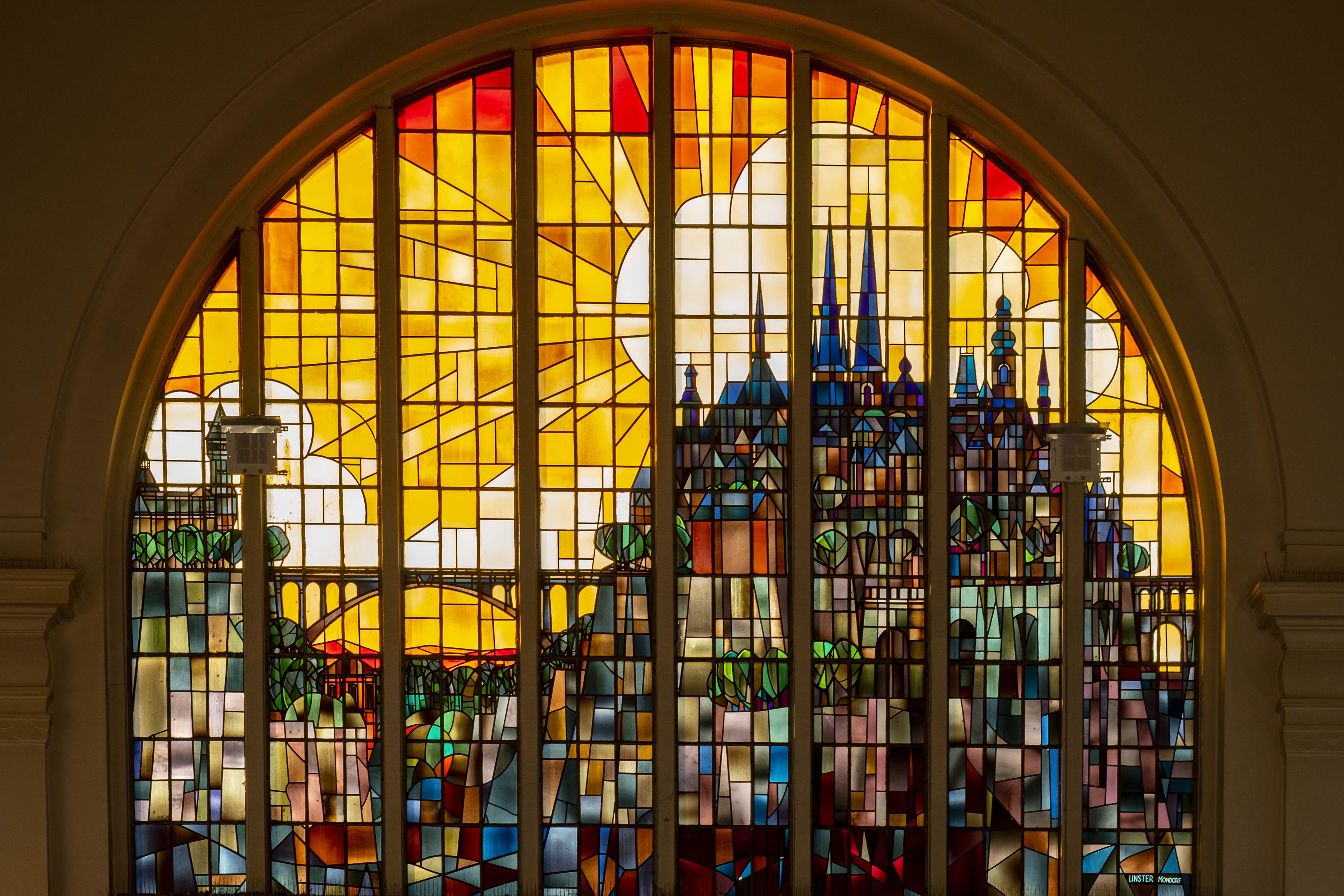
Le vitrail ornant la salle des pas perdus.

La gare accueille une multitude de boutiques de restauration et de pâtisseries, un kiosque et des toilettes. Des salles d'attente se situent sur les voies 3 et 9/10. Le passage d'un quai à l'autre s'effectue par deux passages souterrains et une passerelle, équipés d'ascenseurs et d'escalators. Un guichet pour les titres de transports nationaux et internationaux (qui est l'un des deux conservés depuis le 29 février 2020, date de l'application de la gratuité des transports publics au Luxembourg) se trouve à l'intérieur de la gare, tout comme un guichet de la centrale de mobilité de l'administration des transports publics.

### Desserte

#### Internationale
Trains de SNCF Voyageurs :
- TGV inOui :

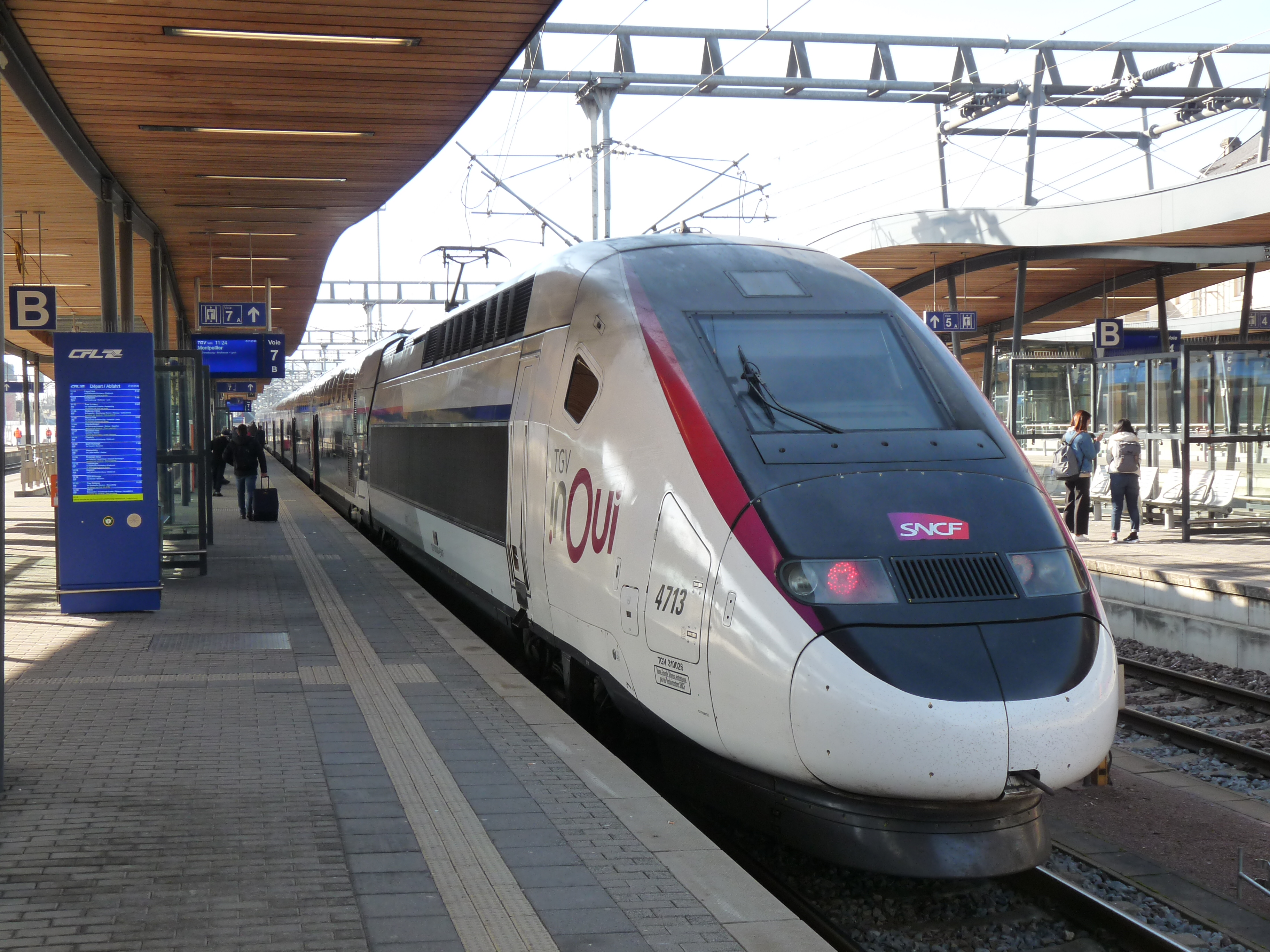
Rame TGV Euroduplex, stationnée en gare.

  - ligne « TGV Est » : Paris-Est – Metz – Thionville – Luxembourg
  - lignes « intersecteurs » : Luxembourg – Thionville – Metz – Strasbourg – Mulhouse – Lyon – Montpellier / Marseille
- TER Grand Est (trains appelés RE sur le territoire luxembourgeois) : Nancy – Metz – Thionville – Bettembourg – Luxembourg

Trains de la SNCB (IC) :
- Bruxelles – Namur – Arlon – Luxembourg
- Liège – Gouvy – Troisvierges – Luxembourg

Trains des CFL :
- RE Luxembourg – Wasserbillig – Trèves – Wittlich (de) – Coblence – Bonn – Cologne – Düsseldorf (liaison catégorisée IC entre Coblence et Düsseldorf ; assurée en partenariat avec la DB)
- RE Luxembourg – Wasserbillig – Trèves – Wittlich – Coblence
- RE Luxembourg – Kleinbettingen – Arlon
- RE Luxembourg – Rodange – Longwy
- RB Luxembourg – Wasserbillig – Trèves – Wittlich
- RB Luxembourg – Kleinbettingen – Arlon
- RB Luxembourg – Rodange – Athus

#### Nationale

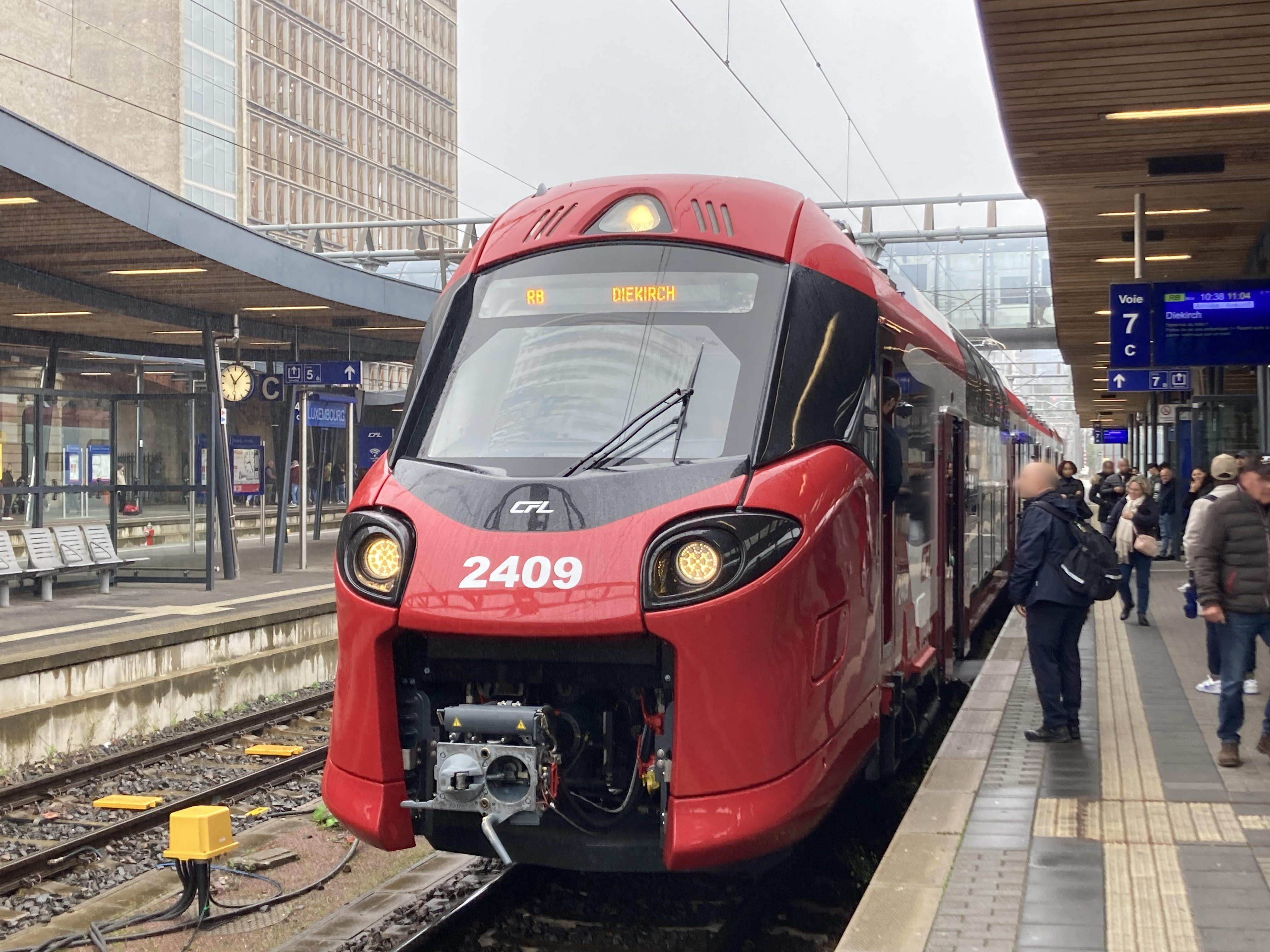
CFL 2400 pour Diekirch.

Les dessertes purement nationales des lignes et gares du Luxembourg, par les trains Regionalbunn (RB) et Regional-Express (RE) des CFL, sont réalisées sur les lignes commerciales suivantes :
- Luxembourg – Mersch – Ettelbruck – Diekirch / Troisvierges ;
- Luxembourg – Bettembourg – Esch-sur-Alzette – Pétange – Rodange ;
- Troisvierges – Mersch – Luxembourg – Bettembourg – Esch-sur-Alzette – Pétange – Rodange (liaisons diamétralisées).

### Intermodalité

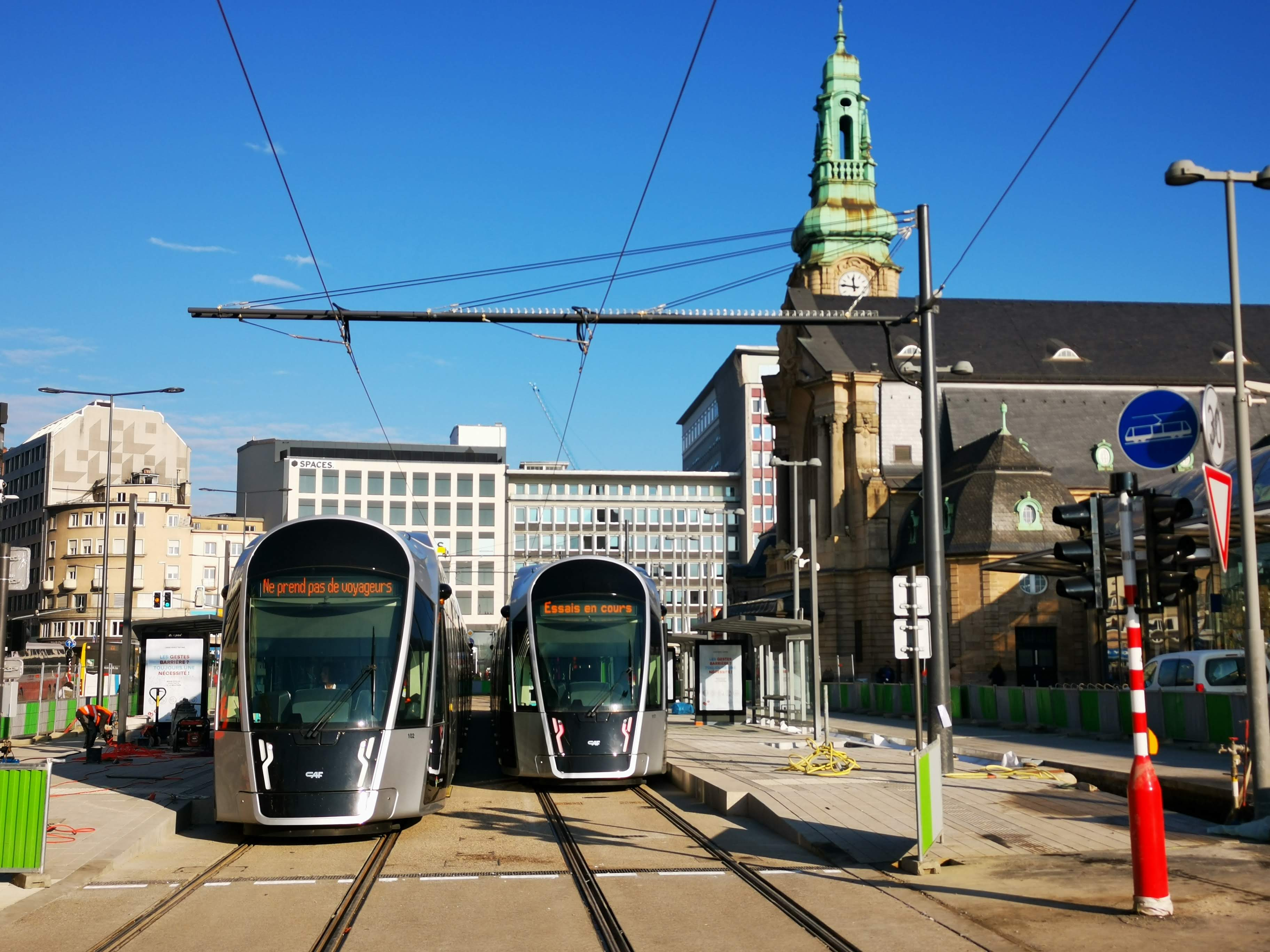
Le tramway dessert la gare depuis décembre 2020.

La gare est desservie par le tramway de Luxembourg (ligne T1) et par de nombreuses lignes des autobus de la ville de Luxembourg, dont elle constitue un des principaux pôles de correspondances du réseau (arrêt de bus Gare Centrale, côté ouest) :
- les lignes 4, 10, 11, 13, 14, 18, 19, 20, 23, 27 et 29, ainsi que les lignes nocturnes CN1, CN2 et CN3, y transitent (quais 1 et 2) ;
- les lignes 2, 9 et 22 la desservent aussi à distance, côté est, à l'arrêt Gare Rocade (quais 1 et 2).

La gare est aussi un important pôle de correspondances pour les lignes du Régime général des transports routiers (arrêt de bus Gare Centrale, côté ouest) :
- les lignes 412, 413, 414, 424, 602, 603, 611 et 612 y effectuent leur terminus (quais 101 à 106) ;
- les lignes 223, 402, 411, 421, 422, 461, 502, 506, 508, 511, 512, 513, 622 et 623 la desservent ou font terminus à distance, côté est, à l'arrêt Gare Rocade (quais 3 à 6).

La nuit, de nombreuses lignes « Nightbus », existantes à l'initiative d'une ou plusieurs communes, y transitent ou y effectuent leur terminus.
Deux lignes transfrontalières d'autocars CFL partent de la gare, au quai 101 :
- la ligne Saarbrücken Express (ou ligne L40), qui relie la gare à celle de Sarrebruck en 1 h 15 min, avec un départ toutes les une ou deux heures[15] ;
- la ligne Gare Lorraine Express (ou ligne L95), qui relie la gare et celle de Lorraine-TGV en 1 h 15 min, avec six aller-retours quotidiens[15]. La situation devrait à terme évoluer, avec le projet de nouvel emplacement de cette dernière gare à Vandières.

La gare possède deux parkings à vélo sécurisés mBox de 25 et 32 places. Deux stations Vel'oH! sont installées devant ou à proximité la gare.